# Ernst Hiemer
Ernst Ludwig Hiemer (* 5. Juli 1900 in Großweingarten bei Schwabach; † 29. Juli 1974 in Altötting, Bayern) war ein deutscher Schriftsteller.

## Leben
Ernst Hiemer war von Beruf Lehrer. In der Zeit des Nationalsozialismus war er Vertrauensmann der Reichspressekammer beim Landeskulturverwalter des Gaues Schwaben. Er veröffentlichte die antisemitischen Kinder- und Jugendbücher Der Giftpilz (illustriert von Fips), der noch im Jahr seines Erscheinens eine Auflage von 70.000 erreichte, und Der Pudelmopsdackelpinscher (illustriert von Willi Hofmann). Der Giftpilz galt als so exemplarisch für nationalsozialistische Jugendpropaganda, dass er 1938 in der Buchreihe der Friends of Europe Publications in englischer Übersetzung erschien, eine Reihe, die Propagandaschrifttum der Nazis in englischer Übersetzung verfügbar machen sollte. Das Vorwort der Übersetzung schrieb Herbert Hensley Henson, anglikanischer Bischof von Durham und kompromissloser Nazigegner. In seinem Vorwort fordert Henson „alle, die den Antisemitismus des deutschen Staates richtig einschätzen wollen“ zur Lektüre von Der Giftpilz auf.
Von 1938 bis etwa 1942 war Hiemer Hauptschriftleiter der antisemitischen und volksverhetzenden Wochenzeitung Der Stürmer, in der er antisemitische Leitartikel schrieb. In einem Leitartikel vom Mai 1942 rechtfertigte er beispielsweise den Holocaust, indem er das Judentum als „organisiertes Weltverbrechertum“ bezeichnete, das „erst dann beseitigt“ sei, „wenn das Judentum der ganzen Welt aufgehört hat zu bestehen“.
Nach Kriegsende war Hiemer dreieinhalb Jahre (17. Juni 1945 – 14. Dezember 1948) im US-Internierungslager Nürnberg-Langwasser interniert. Als Lehrer erhielt er Berufsverbot.
Am 30. April 1946 wurde er im Rahmen der Nürnberger Prozesse zu seinem Vorgesetzten Julius Streicher vernommen. Nach seiner Entlassung aus der Internierung wohnte Hiemer weiterhin in Nürnberg.
Er starb am 29. Juli 1974 in Altötting.
Hiemers sämtliche Buch-Veröffentlichungen wurden in der Sowjetischen Besatzungszone auf die Liste der auszusondernden Literatur gesetzt.

## Schriften
- Der Giftpilz: ein Stürmerbuch für Jung und Alt. Verlag Der Stürmer, Nürnberg 1938.[8] Erstauflage: 60 000 Exemplare[9]
- Der Pudelmopsdackelpinscher und andere besinnliche Erzählungen. Der-Stürmer-Buchverlag, Nürnberg 1940.[10]
- Der Jude im Sprichwort der Völker. Der-Stürmer-Buchverlag, Nürnberg 1942.